# Valentino Mazzola
Valentino Mazzola (* 26. Januar 1919 in Cassano d’Adda; † 4. Mai 1949 in Turin) war ein italienischer Fußballspieler. 
Valentino Mazzola gehört zu den bedeutendsten Spielern der italienischen Fußballgeschichte und war der große Star der 1940er Jahre. Als Kapitän und Herzstück des Grande Torino, der legendären Erfolgsmannschaft der AC Turin, gewann er fünf nationale Meisterschaften und einmal den Pokal. 
1949 kam Mazzola mit dem Großteil seiner Mannschaftskameraden beim Flugunfall von Superga ums Leben.

## Jugend
Valentino Mazzola wurde am 26. Januar 1919 in Cassano d’Adda, einer Kleinstadt nahe Mailand, geboren. Der aus einfachen Verhältnissen stammende Junge hatte vier Brüder und musste die Schule im Alter von elf Jahren vorzeitig abbrechen, um während der Weltwirtschaftskrise als Bäckerlehrling zu arbeiten. 1940 kam Vater Alessandro bei einem Verkehrsunfall ums Leben. Später fand er Beschäftigung in einer Fabrik und schloss sich in jenen Jahren dem Fußballverein GS Tresoldi an, der in seinem Viertel beheimatet war. 
Im Alter von 18 Jahren weckte der talentierte Fußballer die Aufmerksamkeit eines Nachbarn, dem es gelang, Mazzola eine Stelle als Mechaniker bei Alfa Romeo in Mailand zu verschaffen. Dies ermöglichte es ihm, in der Werkself des Unternehmens in der dritten Liga zu spielen.

## Vereinskarriere

### AC Venedig (1940 bis 1942)
Bei Ausbruch des Zweiten Weltkriegs im Herbst 1939 wurde der damals 20-Jährige zur italienischen Kriegsmarine einberufen und in Venedig stationiert. Die Legende besagt, dass Mazzola nach einer Partie als Mittelstürmer der Mannschaft seines Marinekommandos von einem Offizier ein Probetraining bei der AC Venedig vermittelt bekam. Dort wusste er zu überzeugen und sein zukünftiger Trainer Giuseppe Girani machte Mazzola ab dem 1. Januar 1940 zum Spieler des Klubs. Nur wenige Wochen später, am 31. März, debütierte er im Meisterschaftsspiel gegen Lazio Rom (0:1). 
Mazzola war eine athletische Ausnahmeerscheinung und stieg rasch zum Leistungsträger auf. Pfeilschnell und gleichzeitig mit der Ausdauer eines Langstreckenläufers ausgestattet, war er auf dem gesamten Spielfeld zu finden. Aufgrund seiner Tacklings war er in der Verteidigung ein äußerst nützlicher Spieler, aber auch als Außenläufer agierte er mit derselben Effizienz. Nicht selten musste Mazzola innerhalb einer Partie dreimal die Position wechseln, ehe er sich schließlich auf der Position des Halbstürmers festspielte, unterstützt von seinem kongenialen Partner Ezio Loik. Im Juni 1941 gewann Venedig überraschend die Coppa Italia und belegte am Ende des Folgejahres (1941/42) sensationell den dritten Platz der Serie A.
Zwischenzeitlich hatte sich Mazzola zu einem der stärksten Spieler Italiens entwickelt und die Begehrlichkeiten anderer Vereine auf sich gezogen. Als Ferruccio Novo, Präsident der AC Turin, ihn verpflichten wollte, sah er sich bereits einer mündlichen Vereinbarung mit Juventus Turin gegenübergestellt, nach welcher der Offensivkünstler dorthin wechseln würde. Für die Ablösesumme von 1,25 Millionen Lire wurde die Absprache jedoch wieder aufgehoben und Mazzola, sowie Loik unterschrieben beim AC Turin. Die beabsichtigte Geheimhaltung dieses Geschäfts gelang allerdings nicht und als Venedig – noch mit Mazzola und Loik – gegen die AC Turin auflief, begannen die enttäuschten Tifosi sie zu verspotten und den Ausverkauf zu beschimpfen. 

### AC Turin (1942 bis 1949)
Im Juli 1942 wechselten Mazzola und Loik schließlich zur AC Turin. Präsident Novo wusste damals noch nicht, dass er mit diesem Transfer das Geschäft seines Lebens gemacht hatte, denn die beiden Neuzugänge machten aus einer sehr guten Mannschaft eine nahezu unschlagbare. Gleich in der Saison 1942/43 gelang Turin der Doublegewinn (Meisterschaft und Pokal) und man demütigte einen Gegner nach dem anderen: Juventus Turin unterlag 1:5, die AC Mailand mit 0:5 und Venedig mit 0:4. Mazzola leistete mit elf Treffern in 30 Spielen sogleich einen erheblichen Beitrag zur Doublesaison. Im Jahr 1944 wurde die Serie A kriegsbedingt vorzeitig beendet und für zwei Jahre fand kein regulärer Spielbetrieb mehr statt. 
Doch die AC Turin ließ sich von dieser Zwangsunterbrechung nicht beeindrucken. 1946 wurde die erste Nachkriegssaison beendet und Turin gewann den Scudetto mit 13 Punkten Vorsprung vor Inter Mailand. Erfolgsrezept der Granata war das in Italien bisher unbekannte WM-System, das der ungarische Trainer Ernő Erbstein eingeführt hatte. Die Mannschaft sollte auch die nächsten drei Meisterschaften gewinnen und als Grande Torino in die Geschichtsbücher eingehen. Niemand hatte den italienischen Fußball bisher so erdrückend dominiert wie die AC Turin in den 1940er Jahren. Sechs Jahre am Stück verloren sie kein einziges Heimspiel im Stadio Filadelfia (insgesamt 93 Partien). Die sportliche Überlegenheit jener Jahre drückte sich auch in den Torverhältnissen aus, zwischen 1945 und 1949 erzielte Turin insgesamt 483 Tore, dem lediglich 165 Gegentreffer gegenüberstanden. Durch die Teilnahme an zahlreichen internationalen Freundschaftsspielen erlangte die Mannschaft schon vor Gründung der europäischen Vereinswettbewerbe den Status eines kontinentalen Schwergewichts. 
Niemand stand für diese einzigartige Erfolgsserie so wie Valentino Mazzola. Als Kapitän war er der geborene Führungsspieler und ein kämpferisches Vorbild, dem es in kritischen Situationen stets gelang seine Mitspieler zu Höchstleistungen anzutreiben. Wenn die Mannschaft einen schlechten Tag erwischt hatte oder gar in Rückstand geriet, krempelte Mazzola gegen Mitte der zweiten Hälfte demonstrativ die Ärmel seines Trikots hoch, um das Zeichen zum Angriff zu geben. Neben der Organisation des Angriffsspiels war sich der filigrane Spielmacher auch für defensive Aufgaben nicht zu Schade und mit dieser Spielweise seiner Zeit voraus. Darüber hinaus blieb Mazzola torgefährlich und als Torschützenkönig der Saison 1946/47 (29 Treffer) untermauerte er seine Bedeutung für den Klub. „Er verdiente das Doppelte seiner Mannschaftskameraden, weil sie es selbst so wollten“, unterstrich Präsident Novo die Wertschätzung der Mannschaft. Für damalige Verhältnisse war Mazzola ein Superstar und mit seinen blonden Locken, dem muskulösen Oberkörper und seinem einnehmenden Lächeln galt er auch abseits des Spielfelds als Symbol der Wiedergeburt Italiens nach dem Krieg. Ähnlich wie die großen Spieler der 1930er Jahre Giuseppe Meazza und Silvio Piola war Mazzola auch ein gefragter Werbestar.

## Karriere in der Nationalmannschaft
Der Zweite Weltkrieg und sein früher Tod verhinderten eine glanzvolle internationale Karriere Mazzolas, der insgesamt nur auf zwölf Länderspieleinsätze (vier Tore) kam. Sein Debüt im Nationaltrikot feierte er am 5. April 1942 gegen Kroatien (4:0), zwei Wochen später gelang ihm gegen Spanien (4:0) sein erster Treffer. 
Als nach Kriegsende die Nationalmannschaft den Spielbetrieb wieder aufnahm, bildeten die Spieler der AC Turin ihren Kern. Wie prägend diese waren belegt die Tatsache, dass im Freundschaftsspiel gegen Ungarn (3:2) am 11. Mai 1947 zehn Nationalspieler vom Serienmeister kamen. Mazzolas letztes Länderspiel war der 1:3-Auswärtssieg am 27. März 1949 gegen Spanien in Madrid. 
Nach der Tragödie von Superga reiste 1950 eine völlig umgestaltete italienische Rumpfelf zur Weltmeisterschaft nach Brasilien, die bereits in der Vorrunde ausschied. Der Tod der Profis der AC Turin warf die italienische Nationalmannschaft um etliche Jahre zurück, die in den folgenden Jahren einen kompletten Neuanfang starten musste. 

## Die Katastrophe von Superga
Durch ein 1:1 bei der AS Bari am 24. April 1949 stand die AC Turin bereits fünf Spieltage vor Saisonende als Meister fest. Kurze Zeit später vereinbarte Ferruccio Novo für den 3. Mai ein Freundschaftsspiel in Lissabon gegen Benfica. Mazzola bestand darauf, nach Portugal mitzureisen, obwohl er wegen einer Erkrankung nicht spielen konnte. Am 4. Mai flog die Mannschaft zurück nach Italien. Beim Landeanflug auf Turin herrschte schlechtes Wetter. Der Pilot bemerkte daher nicht, dass die Maschine bereits zu tief flog und die Fiat G.212 zerschellte mit 31 Insassen am Turiner Hausberg Superga, nur knapp unterhalb der gleichnamigen Kathedrale. 
Bei diesem Unfall, das als die Tragedia di Superga in die Fußballgeschichte einging, verloren 18 Spieler, fünf Kluboffizielle, drei Journalisten und die vier Besatzungsmitglieder ihr Leben. Unter den Opfern war auch der 30-jährige Valentino Mazzola. Von der übermächtigen Mannschaft der AC Turin (Grande Torino) überlebte nur ein Spieler (Sauro Tomà) diesen Tag, weil er wegen einer Verletzung nicht mitgereist war. Die Zeit des Grande Torino war vorbei und erst 1976 gewann der Klub wieder einen Scudetto.
Valentino Mazzola wurde wie viele weitere Opfer des Unfalls auf dem Cimitero monumentale in Turin beigesetzt.

## Familie
Mazzolas erstes Kind Sandro wurde am 8. November 1942 geboren, kurz nachdem Valentino in Turin eingetroffen war. Am 1. Februar 1945 gebar seine Frau einen zweiten Sohn, Ferruccio, der nach dem damaligen Vereinspräsidenten Ferruccio Novo benannt worden war. Um 1946 ging Mazzolas Ehe in die Brüche. Er heiratete wieder und bekam das Sorgerecht für Sandro zugesprochen. Sandro Mazzola wurde später Fußballprofi und spielte für Inter Mailand und in der italienischen Nationalmannschaft. Ferruccio wurde ebenfalls Fußballspieler und später -trainer.

## Zitate
- „Im Fußball kann man immer gewinnen, solange man sich verändert.“
- „Fußball wird immer ein Spiel mit elf Mann sein.“
- „Der größte italienische Spieler aller Zeiten war Valentino Mazzola.“ (Enzo Bearzot, italienischer Nationaltrainer 1982)
- „Er allein ist die halbe Mannschaft. Die andere Hälfte sind wir anderen zusammen.“ (Teamkamerad Mario Rigamonti).

## Verschiedenes
- José Altafini, lange Jahre Spitzenspieler der AC Mailand und für Brasilien, wurde in Bezug auf Valentino „Mazzola“ gerufen.
- Im Alter von zehn Jahren rettete Mazzola Andrea Bonomi vor dem Ertrinken aus einem Fluss. Bonomi wurde später Verteidiger bei der AC Mailand.

## Erfolge
- Italienischer Meister (5): 1942/43, 1945/46, 1946/47, 1947/48, 1948/49
- Coppa Italia (2): 1940/41, 1942/43
- Torschützenkönig der Serie A: 1946/47 mit 29 Toren
- Torschützenkönig der Coppa Italia: 1942/43 mit 5 Toren